# Advanced Science
Advanced Science és una revista científica interdisciplinària d'accés obert revisada per parells que cobreix la investigació fonamental i aplicada en ciències dels materials, física i química, medicina i ciències de la vida, així com enginyeria.
Està publicada per Wiley-VCH i es va establir el 2014. El redactor en cap és Kirsten Severing.
La revista està resumida i indexada a:
- Servei de resums químics
- Continguts actuals /Ciències físiques, químiques i de la terra[2]
- S'ha ampliat l'índex de cites de la ciència[2]

Segons el Journal Citation Reports, la revista té un factor d'impacte 2022 de 15,1.